# Spezia Calcio 2015-2016
Questa voce raccoglie le informazioni riguardanti lo Spezia Calcio nelle competizioni ufficiali della stagione 2015-2016.

## Stagione
Nella stagione 2015-2016 lo Spezia disputa il ventitreesimo campionato di Serie B della sua storia. Per questa stagione è allenato da Domenico Di Carlo raccoglie 66 punti con il settimo posto finale. Disputa i Play-off, vincendo a Cesena (1-2) il turno preliminare, poi si ferma in semifinale, superato in entrambe le gare dal Trapani.
Interessante il percorso degli aquilotti nella Coppa Italia Tim Cup dove il cesena supera nel secondo turno (1-0) il Brescia, nel terzo turno pareggia (0-0) a Frosinone, ma supera il turno superando i ciociari (5-6) ai rigori, nel quarto turno elimina la Salernitana (2-0). Poi negli ottavi il 16 dicembre 2015 ottiene una storica qualificazione ai quarti di finale di Coppa Italia eliminando in trasferta la Roma pareggia (0-0) i tempi regolamentari e vince (2-4) ai rigori. Conclude il percorso in Coppa nei quarti di finale, dove incontra l'Alessandria, perdendo al Picco (1-2).

## Divise e sponsor
Il fornitore ufficiale di materiale tecnico per la stagione 2015-2016 è Acerbis, mentre lo sponsor di maglia è Carispezia.
| 1ª divisa | 2ª divisa | 3ª divisa |

## Organigramma societario
Area direttiva
- Presidente onorario: Gabriele Volpi
- Presidente e amministratore delegato: Giovanni Grazzini (fino al 29 gennaio 2016)
- Presidente: Andrea Corradino (dal 29 gennaio 2016)
- Vicepresidenti: Angiolino Barreca (fino al 29 gennaio 2016) Andrea Corradino (fino al 29 gennaio 2016) Marco Simonetti (dal 29 gennaio 2016) Giuseppe Pontremoli (dal 29 gennaio 2016)
- Amministratore Delegato: Luigi Micheli (dal 29 gennaio 2016)
- Segretario generale: Pierfrancesco Visci
- Responsabile amministrativo: Luigi Micheli
- Responsabile settore giovanile: Pietro Fusco
- Responsabile Area Comunicazione: Leonar Pinto
- Ufficio Stampa: Gianluca Parenti
- Ufficio marketing e commerciale: Lorenzo Ferretti e Niccolò Gabarello

Area tecnica
- Allenatore: vacante
- Allenatore in seconda: vacante
- Direttore sportivo: Igor Budan
- Preparatore dei portieri: Maurizio Rollandi
- Team manager: Nazario Pignotti

Area sanitaria
- Responsabile sanitario: Marco Salvucci
- Medico sociale: Giampaolo Poletti
- Recupero infortunati: Luca Picasso

## Rosa
| N. |                      | Ruolo | Calciatore           |
| -- | -------------------- | ----- | -------------------- |
| 1  | Argentina (bandiera) | P     | Leandro Chichizola   |
| 2  | Italia (bandiera)    | D     | Filippo De Col       |
| 3  | Argentina (bandiera) | D     | Nahuel Valentini     |
| 4  | Italia (bandiera)    | C     | Gennaro Acampora     |
| 5  | Spagna (bandiera)    | D     | Sergio Postigo       |
| 6  | Croazia (bandiera)   | D     | Mato Miloš           |
| 7  | Spagna (bandiera)    | C     | Miguel de las Cuevas |
| 7  | Italia (bandiera)    | C     | Daniele Sciaudone    |
| 8  | Spagna (bandiera)    | C     | Juande               |
| 9  | Brasile (bandiera)   | A     | Nenè                 |
| 10 | Italia (bandiera)    | A     | Andrea Catellani     |
| 11 | Italia (bandiera)    | A     | Emanuele Calaiò      |
| 12 | Croazia (bandiera)   | P     | Simon Sluga          |
| 13 | Italia (bandiera)    | D     | Felice Piccolo       |
| 14 | Svizzera (bandiera)  | A     | Karim Rossi          |
| 15 | Spagna (bandiera)    | C     | Jon Errasti          |
| 16 | Italia (bandiera)    | D     | Marco Crocchianti    |
| 17 | Italia (bandiera)    | D     | Francesco Migliore   |

| N. |                                 | Ruolo | Calciatore      |
| -- | ------------------------------- | ----- | --------------- |
| 18 | Croazia (bandiera)              | C     | Mario Šitum     |
| 19 | Italia (bandiera)               | D     | Claudio Terzi   |
| 20 | Bosnia ed Erzegovina (bandiera) | A     | Zoran Kvržić    |
| 21 | Croazia (bandiera)              | D     | Ivan Martić     |
| 22 | Croazia (bandiera)              | P     | Marijan Corić   |
| 23 | Italia (bandiera)               | A     | Antonio Piccolo |
| 24 | Italia (bandiera)               | C     | Luca Vignali    |
| 25 | Italia (bandiera)               | A     | Patrick Ciurria |
| 26 | Croazia (bandiera)              | C     | Josip Mišić     |
| 27 | Croazia (bandiera)              | C     | Dario Čanađija  |
| 28 | Ungheria (bandiera)             | D     | Krisztián Tamás |
| 29 | Italia (bandiera)               | C     | Stefano Antezza |
| 30 | Croazia (bandiera)              | D     | Josip Brezovec  |
| 30 | Nigeria (bandiera)              | A     | David Okereke   |
| 31 | Brasile (bandiera)              | A     | Paulo Azzi      |
| 32 | Italia (bandiera)               | C     | Nico Pulzetti   |
| 33 | Italia (bandiera)               | P     | Thomas Saloni   |

## Calciomercato

### Sessione estiva(dall'1/7 al 31/8)
| Acquisti         | Acquisti               | Acquisti   | Acquisti               |
| R.               | Nome                   | da         | Modalità               |
| ---------------- | ---------------------- | ---------- | ---------------------- |
| D                | Sergio Postigo         | Leganés    | definitivo (300000 €). |
| D                | Claudio Terzi          | Palermo    | definitivo             |
| A                | Nenê                   | Verona     | definitivo             |
| A                | Karim Rossi            | Hull City  | definitivo             |
| A                | Emanuele Calaiò        | Catania    | definitivo             |
| D                | Krisztián Tamás        | Milan      | definitivo             |
| D                | Ivan Martić            | Verona     | definitivo             |
| C                | Josip Mišić            | Rijeka     | prestito               |
| A                | Zoran Kvržić           | Rijeka     | prestito               |
| P                | Simon Sluga            | Rijeka     | prestito               |
| P                | Marjian Coric          |            | svincolato             |
| A                | Paulo Azzi             | Tombense   | prestito               |
| Altre operazioni |                        |            |                        |
| R.               | Nome                   | da         | Modalità               |
| D                | Stefan Ristovski       | Parma      | definitivo             |
| A                | Juri Cisotti           | Chievo     | riscatto cartellino    |
| D                | Marko Vešović          | Torino     | definitivo             |
| P                | Alex Valentini         | Cittadella | fine prestito          |
| C                | Daniele Franco         | Paganese   | fine prestito          |
| A                | Osarimen Ebagua        | Bari       | fine prestito          |
| A                | Pietro Iemmello        | Foggia     | fine prestito          |
| A                | Manuel Marras          | Südtirol   | fine prestito          |
| D                | Luca Ceccarelli        | Catania    | fine prestito          |
| C                | Pasquale Schiattarella | Bari       | fine prestito          |
| D                | Martino Borghese       | Varese     | fine prestito          |

| Cessioni         | Cessioni               | Cessioni       | Cessioni                    |
| R.               | Nome                   | a              | Modalità                    |
| ---------------- | ---------------------- | -------------- | --------------------------- |
| A                | Niccolò Giannetti      | Cagliari       | definitivo (2,5 milioni €). |
| A                | Juri Cisotti           | Rijeka         | prestito                    |
| D                | Nicola Madonna         | Como           | prestito                    |
| D                | Nicola Sambo           | Santarcangelo  | prestito                    |
| C                | Simone Bastoni         | Siena          | prestito                    |
| A                | Robert Kristo          | Fidelis Andria | prestito                    |
| D                | Pietro Ceccaroni       | SPAL           | prestito                    |
| D                | Niko Datković          | Rijeka         | fine prestito               |
| C                | Marko Bakić            | Fiorentina     | fine prestito               |
| P                | Timothy Nocchi         | Juventus       | fine prestito               |
| D                | Matteo Bianchetti      | Verona         | fine prestito               |
| A                | Alen Stevanović        | Torino         | fine prestito               |
| C                | Roberto Gagliardini    | Atalanta       | fine prestito               |
| D                | Antonio Luna Rodríguez | Aston Villa    | fine prestito               |
| Altre operazioni |                        |                |                             |
| R.               | Nome                   | a              | Modalità                    |
| A                | Nenê                   | Verona         | fine prestito               |
| A                | Zoran Kvržić           | Rijeka         | fine prestito               |
| A                | Juri Cisotti           | Chievo         | fine prestito               |
| D                | Luca Ceccarelli        | Catania        | definitivo                  |
| A                | Pietro Iemmello        | Foggia         | prestito                    |
| A                | Osarimen Ebagua        | Como           | definitivo                  |
| C                | Manuel Marras          | Alessandria    | definitivo                  |
| C                | Pasquale Schiattarella | Latina         | definitivo                  |
| D                | Stefan Ristovski       | Rijeka         | prestito                    |
| D                | Marko Vešović          | Rijeka         | prestito                    |
| D                | Martino Borghese       | Como           | definitivo                  |
| P                | Alex Valentini         | Lugano         | prestito                    |

### Sessione invernale(dal 4/1 all'1/2)
| Acquisti | Acquisti          | Acquisti        | Acquisti      |
| R.       | Nome              | da              | Modalità      |
| -------- | ----------------- | --------------- | ------------- |
| D        | Cristian Cauz     | Pro Piacenza    | fine prestito |
| D        | Filippo De Col    | Cesena          | fine prestito |
| C        | Nico Pulzetti     | Bologna         | prestito      |
| C        | Salvatore Russo   | Pro Piacenza    | fine prestito |
| C        | Daniele Sciaudone | Salernitana     | prestito      |
| A        | Juri Cisotti      | Rijeka          | fine prestito |
| A        | Robert Kristo     | Fidelis Andria  | fine prestito |
| A        | David Okereke     | Lavagnese       | definitivo    |
| A        | Antonio Piccolo   | Virtus Lanciano | prestito      |

| Cessioni | Cessioni             | Cessioni   | Cessioni      |
| R.       | Nome                 | a          | Modalità      |
| -------- | -------------------- | ---------- | ------------- |
| P        | Marijan Coric        |            | svincolato    |
| D        | Cristian Cauz        | Massese    | prestito      |
| D        | Mato Miloš           | Rijeka     | fine prestito |
| C        | Josip Brezovec       | Rijeka     | fine prestito |
| C        | Miguel de las Cuevas | Osasuna    | svincolato    |
| C        | Salvatore Russo      | Imolese    | prestito      |
| A        | Paulo Azzi           | Pavia      | prestito      |
| A        | Juri Cisotti         | Vicenza    | prestito      |
| A        | Robert Kristo        | Tuttocuoio | prestito      |
| A        | Karim Rossi          | Lugano     | definitivo    |

## Risultati

### Serie B

#### Girone di andata
| Arbitro: | La Penna (Roma) |

|                                   |           |                                                 |
| De Luca 19’, 22’ Maniero 57’, 78’ | Marcatori | 33’ De las Cuevas 41’ (rig.) Catellani 51’ Nenê |

| Arbitro: | Candussio (Cervignano del Friuli) |

|           |           |                 |
| Šitum 18’ | Marcatori | 45+1’ Castiglia |

| Arbitro: | Saia (Palermo) |

|  |           |                            |
|  | Marcatori | 15’ Brezovec 84’ Catellani |

| Arbitro: | Manganiello (Pinerolo) |

|              |           |  |
| Brezovec 36’ | Marcatori |  |

| Arbitro: | Di Paolo (Avezzano) |

|              |           |                      |
| Pasquato 72’ | Marcatori | 43’ Šitum 88’ Calaiò |

| Lanciano 3 ottobre 2015, ore 15:00 CEST 6ª giornata | Virtus Lanciano    | 0 – 0 referto | Spezia | Stadio Guido Biondi (2 251 spett.)\| Arbitro: \| Baracani (Firenze) \| |
| Arbitro:                                            | Baracani (Firenze) |               |        |                                                                        |

| Arbitro: | Serra (Torino) |

|            |           |  |
| Calaiò 23’ | Marcatori |  |

| Arbitro: | Nasca (Bari) |

|                                                                |           |            |
| Garritano 45+1’ 50’ Sensi 61’ (rig.) Đurić 74’ (rig.) Koné 86’ | Marcatori | 9’ Postigo |

| Arbitro: | Pezzuto (Lecce) |

|          |           |            |
| Nenê 79’ | Marcatori | 40’ Jidayi |

| Arbitro: | Sacchi (Macerata) |

|                |           |                        |
| Belingheri 47’ | Marcatori | 45+1’ (rig.) Catellani |

| La Spezia 1º novembre 2015, ore 17:30 CET 11ª giornata | Spezia           | 0 – 0 referto | Virtus Entella | Stadio Alberto Picco (7 347 spett.)\| Arbitro: \| Maresca (Napoli) \| |
| Arbitro:                                               | Maresca (Napoli) |               |                |                                                                       |

| Arbitro: | Chiffi (Padova) |

|                                                                            |           |             |
| Scognamiglio 2’ Citro 33’ Coronado 41’ Nadarevic 57’ Chichizola 86’ (aut.) | Marcatori | 8’ Migliore |

| Arbitro: | Pasqua (Tivoli) |

|  |           |                                            |
|  | Marcatori | 34’, 49’ Melchiorri 90+4’ (aut.) Valentini |

| Arbitro: | Pezzuto (Lecce) |

|               |           |  |
| Galabinov 42’ | Marcatori |  |

| Arbitro: | Baracani (Firenze) |

|  |           |                   |
|  | Marcatori | 13’ (rig.) Stoian |

| Arbitro: | Pairetto (Nichelino) |

|                            |           |                                |
| Fornasier 46’ Lapadula 63’ | Marcatori | 66’ Catellani 90’ (rig.) Terzi |

| Arbitro: | Nasca (Bari) |

|               |           |  |
| Ciurria 45+3’ | Marcatori |  |

| Arbitro: | Pinzani (Empoli) |

|               |           |               |
| Nenê 27’, 51’ | Marcatori | 45+2’ Dumitru |

| Arbitro: | Abbattista (Molfetta) |

|                     |           |            |
| And. Caracciolo 69’ | Marcatori | 23’ Calaiò |

| Arbitro: | Rapuano (Rimini) |

|                 |           |           |
| Nenê 70’ (rig.) | Marcatori | 65’ Bessa |

| Arbitro: | Saia (Palermo) |

|                                 |           |  |
| Petagna 53’ Addae 77’ Cacia 79’ | Marcatori |  |

#### Girone di ritorno
| La Spezia 15 gennaio 2016, ore 20:30 CET 22ª giornata | Spezia              | 0 – 0 referto | Bari | Stadio Alberto Picco (7 258 spett.)\| Arbitro: \| Di Paolo (Avezzano) \| |
| Arbitro:                                              | Di Paolo (Avezzano) |               |      |                                                                          |

| Arbitro: | Ripa (Nocera Inferiore) |

|  |           |              |
|  | Marcatori | 71’ Pulzetti |

| Arbitro: | Abisso (Palermo) |

|                                             |           |          |
| Vignali 67’ Calaiò 78’ (rig.) Sciaudone 88’ | Marcatori | 64’ Coda |

| Perugia 6 febbraio 2016, ore 15:00 CET 25ª giornata | Perugia      | 0 – 0 referto | Spezia | Stadio Renato Curi (8 697 spett.)\| Arbitro: \| Nasca (Bari) \| |
| Arbitro:                                            | Nasca (Bari) |               |        |                                                                 |

| Arbitro: | Pinzani (Empoli) |

|                           |           |  |
| Calaiò 13’, 22’ Šitum 59’ | Marcatori |  |

| Arbitro: | Pairetto (Nichelino) |

|                      |           |  |
| Nenê 7’ Acampora 86’ | Marcatori |  |

| Arbitro: | Minelli (Varese) |

|              |           |                         |
| Ceravolo 65’ | Marcatori | 23’ A. Piccolo 53’ Nenê |

| Arbitro: | Di Paolo (Avezzano) |

|          |           |            |
| Nenê 70’ | Marcatori | 35’ Ragusa |

| Arbitro: | Chiffi (Padova) |

|  |           |              |
|  | Marcatori | 48’ Acampora |

| Arbitro: | Candussio (Cervignano del Friuli) |

|                          |           |  |
| Calaiò 24’ Sciaudone 53’ | Marcatori |  |

| Arbitro: | La Penna (Roma) |

|                |           |               |
| Caputo 6’, 56’ | Marcatori | 51’, 73’ Nenê |

| Arbitro: | Marini (Roma) |

|         |           |                               |
| Nenê 5’ | Marcatori | 52’ Scognamiglio 72’ Nizzetto |

| Arbitro: | Pairetto (Nichelino) |

|                 |           |                           |
| Giannetti 90+1’ | Marcatori | 69’ Calaiò 85’ A. Piccolo |

| Arbitro: | Serra (Torino) |

|           |           |  |
| Calaiò 8’ | Marcatori |  |

| Crotone 15 aprile 2016, ore 19:00 CEST 36ª giornata | Crotone           | 0 – 0 referto | Spezia | Stadio Ezio Scida (9 229 spett.)\| Arbitro: \| Sacchi (Macerata) \| |
| Arbitro:                                            | Sacchi (Macerata) |               |        |                                                                     |

| Arbitro: | Di Paolo (Avezzano) |

|  |           |              |
|  | Marcatori | 44’ Lapadula |

| Arbitro: | Nasca (Bari) |

|  |           |                                       |
|  | Marcatori | 10’ Errasti 36’ Čanađija 72’ Acampora |

| Latina 30 aprile 2016, ore 15:00 CEST 39ª giornata | Latina          | 0 – 0 referto | Spezia | Stadio Domenico Francioni (3 062 spett.)\| Arbitro: \| Pasqua (Tivoli) \| |
| Arbitro:                                           | Pasqua (Tivoli) |               |        |                                                                           |

| Arbitro: | Minelli (Varese) |

|                           |           |                         |
| Sciaudone 34’ Errasti 69’ | Marcatori | 90+2’ (rig.) Mazzitelli |

| Arbitro: | Ghersini (Genova) |

|                                     |           |  |
| Ganz 20’, 34’ Giosa 30’ Madonna 59’ | Marcatori |  |

| La Spezia 20 maggio 2016, ore 20:30 CEST 42ª giornata | Spezia          | 0 – 0 referto | Ascoli | Stadio Alberto Picco (7 818 spett.)\| Arbitro: \| Chiffi (Padova) \| |
| Arbitro:                                              | Chiffi (Padova) |               |        |                                                                      |

#### Play-off
| Arbitro: | Pairetto (Nichelino) |

|                  |           |                                 |
| Ciano 65’ (rig.) | Marcatori | 40’ (aut.) Renzetti 85’ Postigo |

| Arbitro: | La Penna (Roma) |

|  |           |              |
|  | Marcatori | 78’ Coronado |

| Arbitro: | Manganiello (Pinerolo) |

|                                  |           |  |
| Scozzarella 58’ (rig.) Citro 90’ | Marcatori |  |

### Coppa Italia
| Arbitro: | Ghersini (Genova) |

|               |           |  |
| F. Piccolo 1’ | Marcatori |  |

| Arbitro: | Russo (Nola) |

|                                                          |                      |                                                                         |
| Gucher Longo Dionisi Verde Carlini Chibsah Crivello Rosi | Tiri di rigore 5 – 6 | Juande Brezovec Postigo de las Cuevas Catellani Calaiò Chichizola Šitum |

| Arbitro: | Cervellera (Taranto) |

|                        |           |  |
| Calaiò 13’ Postigo 33’ | Marcatori |  |

| Arbitro: | Di Bello (Brindisi) |

|                             |                      |                            |
| Pjanić Džeko De Rossi Digne | Tiri di rigore 2 – 4 | Terzi Nenê Juande Acampora |

| Arbitro: | Tagliavento (Teramo) |

|                   |           |                    |
| Calaiò 20’ (rig.) | Marcatori | 83’, 90+1’ Bocalon |

## Statistiche

### Statistiche di squadra
| Competizione | p.ti             | In casa | In casa | In casa | In casa | In casa | In casa | In trasferta | In trasferta | In trasferta | In trasferta | In trasferta | In trasferta | Totale | Totale | Totale | Totale | Totale | Totale | DR |
| Competizione | p.ti             | G       | V       | N       | P       | Gf      | Gs      | G            | V            | N            | P            | Gf           | Gs           | G      | V      | N      | P      | Gf     | Gs     | DR |
| ------------ | ---------------- | ------- | ------- | ------- | ------- | ------- | ------- | ------------ | ------------ | ------------ | ------------ | ------------ | ------------ | ------ | ------ | ------ | ------ | ------ | ------ | -- |
| Serie B      | 66               | 21      | 10      | 7       | 4       | 23      | 14      | 21           | 7            | 8            | 6            | 24           | 31           | 42     | 17     | 15     | 10     | 47     | 45     | +2 |
| Play-off     | -                | 1       | 0       | 0       | 1       | 0       | 1       | 2            | 1            | 0            | 1            | 2            | 3            | 3      | 1      | 0      | 2      | 2      | 4      | -2 |
| Coppa Italia | quarti di finale | 3       | 2       | 0       | 1       | 4       | 2       | 2            | 0            | 2            | 0            | 0            | 0            | 5      | 2      | 2      | 1      | 4      | 2      | +2 |
| Totale       | 66               | 25      | 12      | 7       | 6       | 27      | 17      | 25           | 8            | 10           | 7            | 26           | 34           | 50     | 20     | 17     | 13     | 53     | 51     | +2 |

### Andamento in campionato
| Giornata  | 1  | 2  | 3 | 4 | 5 | 6 | 7 | 8 | 9 | 10 | 11 | 12 | 13 | 14 | 15 | 16 | 17 | 18 | 19 | 20 | 21 | 22 | 23 | 24 | 25 | 26 | 27 | 28 | 29 | 30 | 31 | 32 | 33 | 34 | 35 | 36 | 37 | 38 | 39 | 40 | 41 | 42 |
| --------- | -- | -- | - | - | - | - | - | - | - | -- | -- | -- | -- | -- | -- | -- | -- | -- | -- | -- | -- | -- | -- | -- | -- | -- | -- | -- | -- | -- | -- | -- | -- | -- | -- | -- | -- | -- | -- | -- | -- | -- |
| Luogo     | T  | C  | T | C | T | T | C | T | C | T  | C  | T  | C  | T  | C  | T  | C  | C  | T  | C  | T  | C  | T  | C  | T  | C  | C  | T  | C  | T  | C  | T  | C  | T  | C  | T  | C  | T  | C  | T  | C  | T  |
| Risultato | P  | N  | V | V | V | N | V | P | N | N  | N  | P  | P  | P  | P  | N  | V  | V  | N  | N  | P  | N  | V  | V  | N  | V  | V  | V  | N  | V  | V  | N  | P  | V  | V  | N  | P  | V  | N  | V  | P  | N  |
| Posizione | 13 | 17 | 8 | 4 | 4 | 6 | 3 | 4 | 5 | 6  | 8  | 10 | 11 | 15 | 15 | 16 | 12 | 11 | 12 | 12 | 12 | 13 | 11 | 11 | 11 | 9  | 8  | 6  | 5  | 5  | 5  | 5  | 4  | 4  | 4  | 4  | 4  | 5  | 6  | 5  | 6  | 7  |

Fonte:  Serie B – Classifiche, su sport.sky.it, Sky Sport. URL consultato il 28 agosto 2015 (archiviato dall'url originale l'11 settembre 2014).
Legenda:

Luogo: C = Casa; T = Trasferta. Risultato: V = Vittoria; N = Pareggio; P = Sconfitta.